# La Lucidité
La Lucidité (en portugais Ensaio sobre a lucidez) est un roman de l'écrivain portugais José Saramago paru en 2004.

## Résumé
La capitale non spécifiée d'un pays dirigée par un parti conservateur et de tradition religieuse — on peut deviner à un endroit qu'il s'agit du Portugal — est frappée d'une « épidémie » de votes blancs qui surpassent les suffrages exprimés ; le gouvernement décrète l'état de siège pour que les citoyens de la ville « récupèrent la raison ». L'action se situe quatre ans après une épidémie de cécité « blanche » sujet d'un roman du même auteur L'Aveuglement. Les ouvrages portent, dans leur version originale, un titre similaire (Essai sur la cécité et Essai sur la lucidité). Les deux livres partagent plusieurs personnages, dont un central, « la femme du docteur ».

## Style
Comme dans d'autres ouvrages de José Saramago, les personnages et institutions ne sont jamais nommés mais décrits de manière impersonnelle : « parti de droite, du centre, de gauche », « l'inspecteur », « le commissaire », etc.

José Saramago joue également avec certaines règles classiques de la mise en page. Les dialogues sont transcrits sans ponctuation double, les interventions séparées par des virgules donnant l'impression d'un va-et-vient. Les retours à la ligne sont rares, donnant des paragraphes souvent très longs; par exemple, la page 165 de l'édition "Points" (poche) de 2007 voit débuter un paragraphe qui finit 20 pages plus loin.
Difficile à lire, le style rebute le grand public, divisent (sic) les autres auteurs. Mais cette réinvention de la phrase lui vaut le prix Nobel en 1998.

## Éditions
- (pt) Ensaio sobre a lucidez, Lisbonne, Caminho, 2004, 330 p. broché  (ISBN 972-21-1608-8)
- (fr) La Lucidité, Paris, Seuil, « Cadre vert », 2006, 358 p.  (ISBN 202-07-9066-1)
- (fr) La Lucidité, Paris, Seuil, " Points " (poche), 2007, 370 p.  (ISBN 978-2-7578-0625-8)

## Réception
Le livre a pu surprendre au Portugal.
Les commentaires francophones de cette parabole sont laudatifs : 
fondamental, 
savoureux, 
subversif, réaliste.

## Adaptations
Le roman est adapté en 2016 en français pour le théâtre par Kevin Keiss avec une mise en scène de Maëlle Poésy. La pièce est intitulée Ceux qui errent ne se trompent pas, elle est produite par l'Espace des Arts, Scène nationale de Chalon-sur-Saône et présentée au 70e Festival d'Avignon.